# Rijkswerf
Rijkswerf (нід: Державна верф) в Амстердамі — нідерландська верф, яка будує значну кількість військових кораблів для Королівського флоту Нідерландів.

## Попередники Райксверф

### Верф Амстердамського адміралтейства

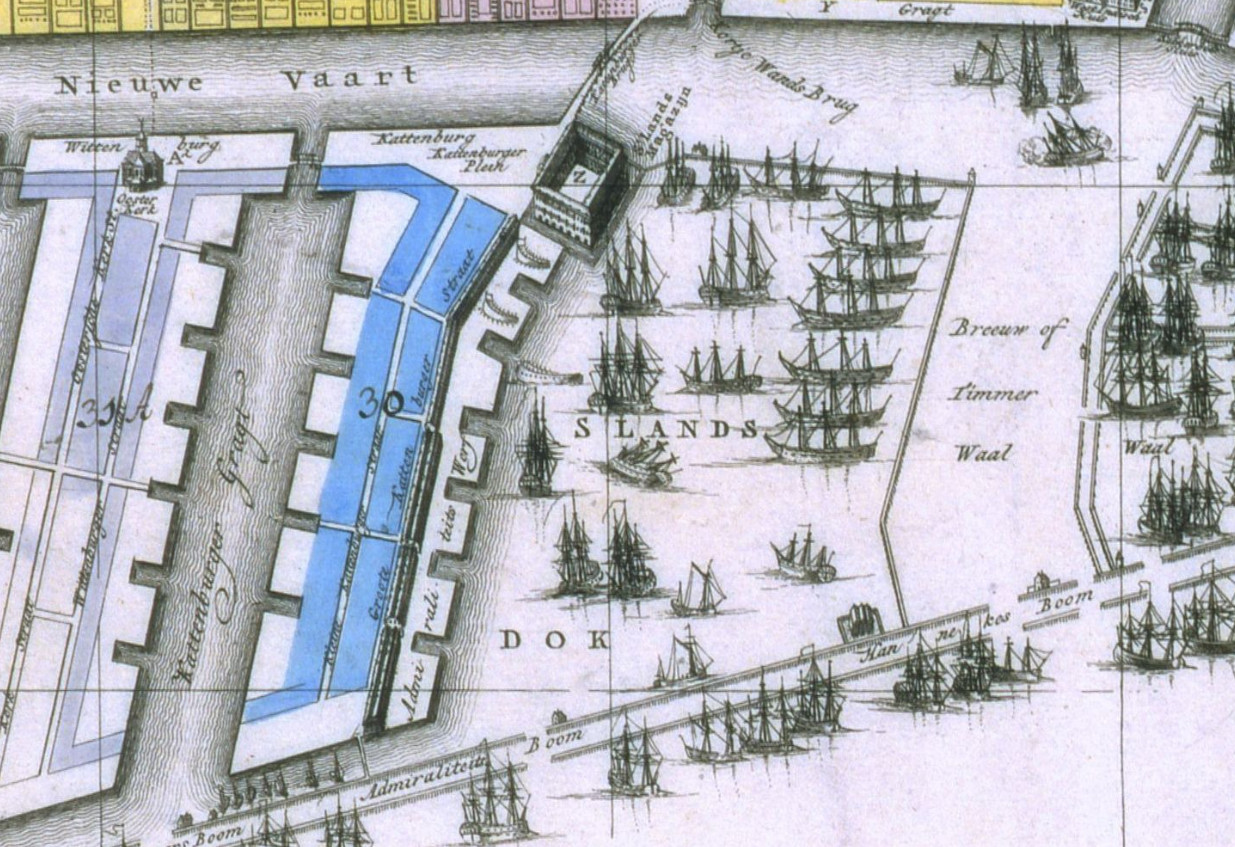
Вигляд двору з півночі, кінець 18 століття, портрет Mortier Covens en Zoon

За часів Голландської республіки морською справою займалися 5 місцевих адміралтейств. Найважливішим з них було Амстердамське адміралтейство. Перша англо-голландська війна довела необхідність професійного флоту. Таким чином, 12 серпня 1655 року адміралтейство отримало всю західну смугу острова Каттенбург для будівництва арсеналу та верфі. Арсенал був швидко побудований на південній околиці острова Каттенбург у 1656 році. Він називався Ландс зімагазейн (Lands Zeemagazijn), і зараз тут розміщено Музей судноплавства.

### Державна верф у французький період

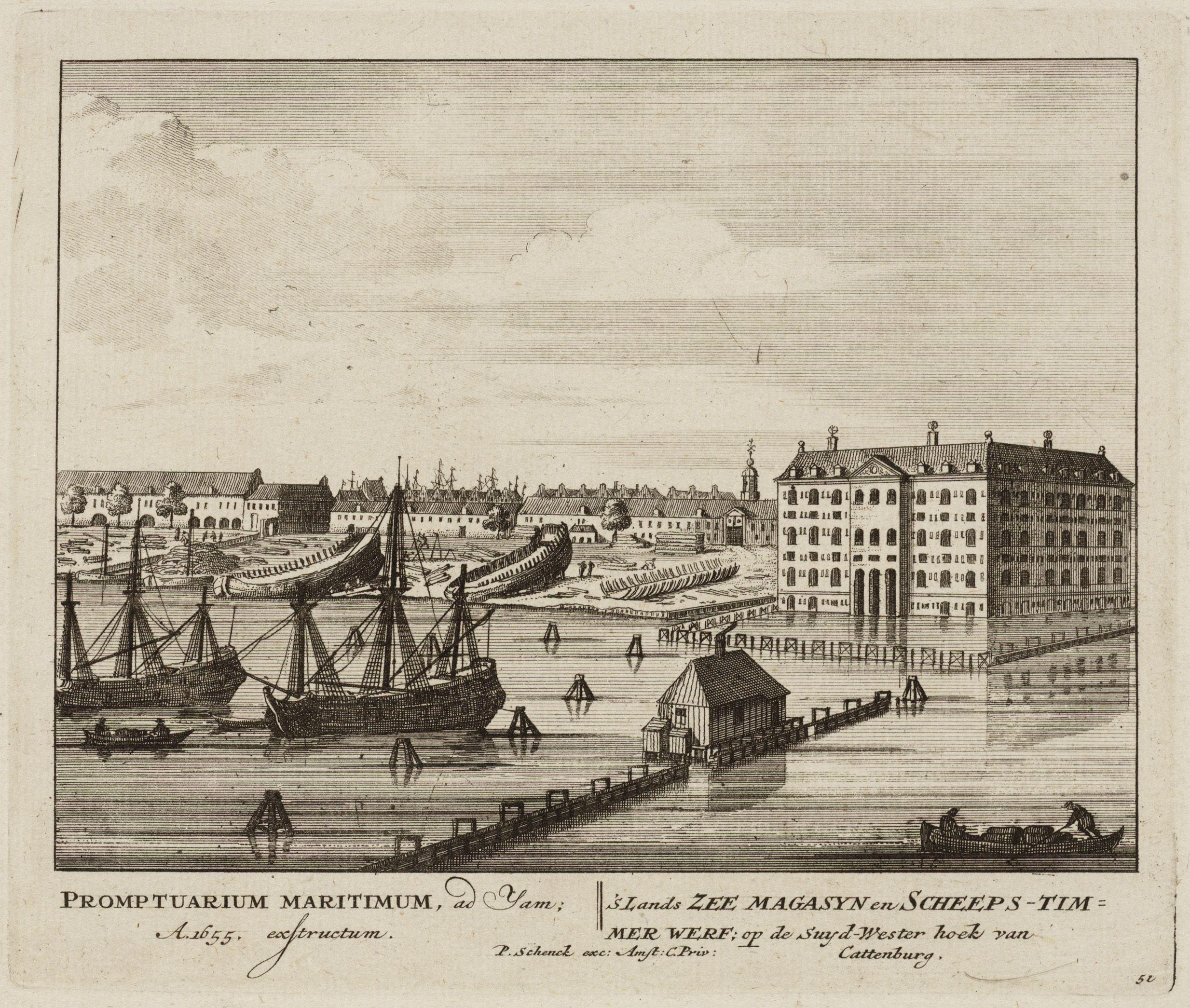
Елінги ліворуч (на північ) від арсеналу, за ними огорожа, близько 1710 року

Події 1795 року створили Батавську республіку, початок періоду французького контролю над Нідерландами. Адміралтейства були замінені національним комітетом у морських справах. Це означало націоналізацію всіх активів адміралтейств, включаючи 5 державних верфей. У 1806 році власником верфі стало Королівство Голландія. У 1811 році це королівство було анексовано імперією Наполеона, завдяки чому верф перетворилася на французьку імперську верф. Цей період закінчився наприкінці 1813 року, коли Нідерланди знову стали незалежними. Французький період був катастрофою для голландського судноплавства. Це могло стати катастрофою для верфі через будівництво військово-морської бази Вілемсорд поблизу Ден-Гелдер — можливого конкурента.
Втім Вілемсорд розвивався саме як військово-морська база, а не суднобудівний завод. Незначну кількість нових лінійних кораблів та фрегатів заклали саме у Амстердамі, з окремими винятками для Ротердаму та Вліссінгену. Залишки конкуруючої військово-морської верфі у Гарлінгені розпродали 1816 року.

## Райксверф

### Важкий початок (1830—1850)
Сполучене Королівство розпалося в 1830 році. Останніми актами цього процесу були Десятиденна кампанія, облога Антверпена (1832) і блокада узбережжя Нідерландів британським флотом. Все це зруйнувало фінанси держави. Відокремлення Бельгії також позбавило Нідерланди покладів вугілля та заліза, що стало ще однією катастрофою у часи промислової революції. Все це призвело до політики жорсткої економії на флоті. Райксверф Ротердаму закриється в 1850 році. Тим часом Райксферф в Амстердамі побудувала багато невеликих гребних пароплавів.

## Потужності для будівництва броньованих кораблів
Коли іноземні держави почали бронювати свої кораблі, нідерландська влада вирішила створити потужності для побудови броненосців у Флісінгені, а не в Амстердамі. Це було правильне рішення, оскільки Фліссінген був єдиною нідерландською гаванню достатньої глибини, щоб спускати на воду кораблі, здатні протистояти найбільшим кораблям, які залучали іноземні держави.
У 1867 році уряд Нідерландів вирішив перенести потужності для будівництва броненосців до Райксверф в Амстердамі. Це рішення було пов'язане із загальною оборонною стратегією, яка зосереджувалася лише на захисті місць за Голандською водною лінією.

## Будівництво броньованих кораблів
Перші броньовані кораблі, побудовані Райксверф, були копіями іноземних конструкцій, придбаних голландським флотом. Монітор «Цербер» є яскравим прикладом.
Пізніше кораблі будували за нідерландськими проєктами. На верфі будували серед інших броненосці, захищені крейсери, броненосці берегової оборони, канонерські човни, монітори та незахищені крейсери.

## Побудовані кораблі
- «Цербер» — монітор типу Гейлігерле.
- «Кьонінг дер Нідерланден» — паровий таран
- Крейсери типу «Ачех»
- «Драк» — унікальний монітор
- «Ренір Класе» — унікальний броненоносець берегової оборони, конструктивно нагадує монітор
- «Кьонінгін Вільгельміна дер Нідерланден» - унікальний захищений крейсер
- «Голланд» — головний корабель однойменного типу захищених крейсерів
- «Зевен Провінсієн» — унікальний броненосець берегової оборони
- Канонерські човни типу «Брініо»